# Pina
För andra betydelser, se Pina (olika betydelser).
Pina (belarusiska: Піна) är en flod i Belarus. Den ligger i Brests voblast i den sydvästra delen av landet, 220 km söder om huvudstaden Minsk. Den mynnar som vänsterbiflod i Prypjat i staden Pinsk.